# Piques, 1860
Piques, 1860 es una pintura de Henrique Manzo de 1945. La obra, pintada al óleo, es del género de la pintura histórica. Se encuentra exhibida en el Museo de Ipiranga, Sao Paulo, Brasil. Sus dimensiones son 72 centímetros de altura y 100 de largo. Representa una vista del Largo da Memória y el Obelisco Piques, una de las fuentes puestas por la ciudad para servir como punto de llegada y referencia de los viajeros en el siglo XIX.
La obra de Manzo se basó en la fotografía titulada "Paredão de Piques, Ladeiras da Consolação e da Rua da Palha, 1862" (en español: "Muro de Piques, Laderas de la Consolación y calle de la Paja, 1862") publicada en el Álbum Comparativo da Cidade de São Paulo, de Militão Augusto de Azevedo. La obra derivada de la imagen de Azevedo fue un encargo del director del Museo Paulista, Afonso d'Escragnolle Taunay, en el proyecto de creación de un acervo para recrear la ciudad de mediados del siglo XIX, proyecto del cual forman parte obras como la maqueta São Paulo em 1841 de Henrique Bakkenist, y el cuadro Paço Municipal, Fórum e Cadeia de São Paulo, 1862, de Benedito Calixto.

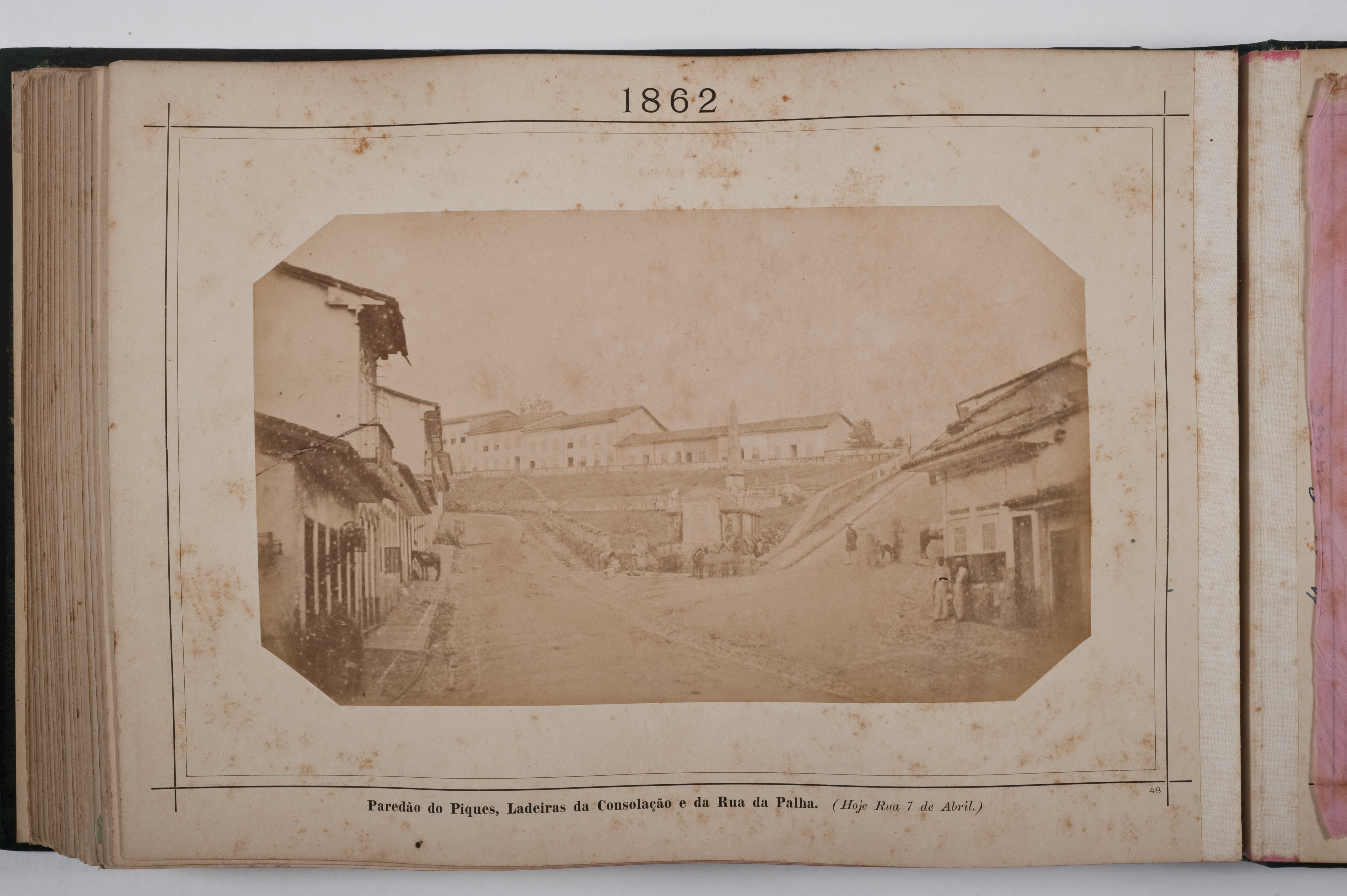
Fotografía de Militão Augusto de Azevedo en la que Henrique Manzo se basó para pintar Piques, 1860.

Piques, 1860 presenta algunas variaciones con relación a la fotografía de Azevedo de la que se deriva. En la pintura, hay elementos nuevos como un tropero que asume el protagonismo en el cuadro. La figura del tropero se torna más significativa cuando se trata de la suma de elementos con atributos que lo identifican inmediatamente (el sombrero de alas bajas, la capa larga y el caballo) como una figura clásica de la iconografía de viajantes del siglo XIX. El plano del cuadro, que no ofrece una vista panorámica de la ciudad, refuerza una integración entre la ciudad y el campo. Las calles de la ciudad son los caminos de salida para el sertón, el lugar de paso de mercaderías traídas por los comerciantes, representan la integración territorial comandada por el campo y no el elemento que indicaría el dinamismo de la ciudad.
Las variaciones entre pintura y fotografía son componentes del intento de representar a la ciudad, en especial la idea de una transición pacífica y equilibrada entre la vida rural y el modernismo urbano.